# Anette Kramme

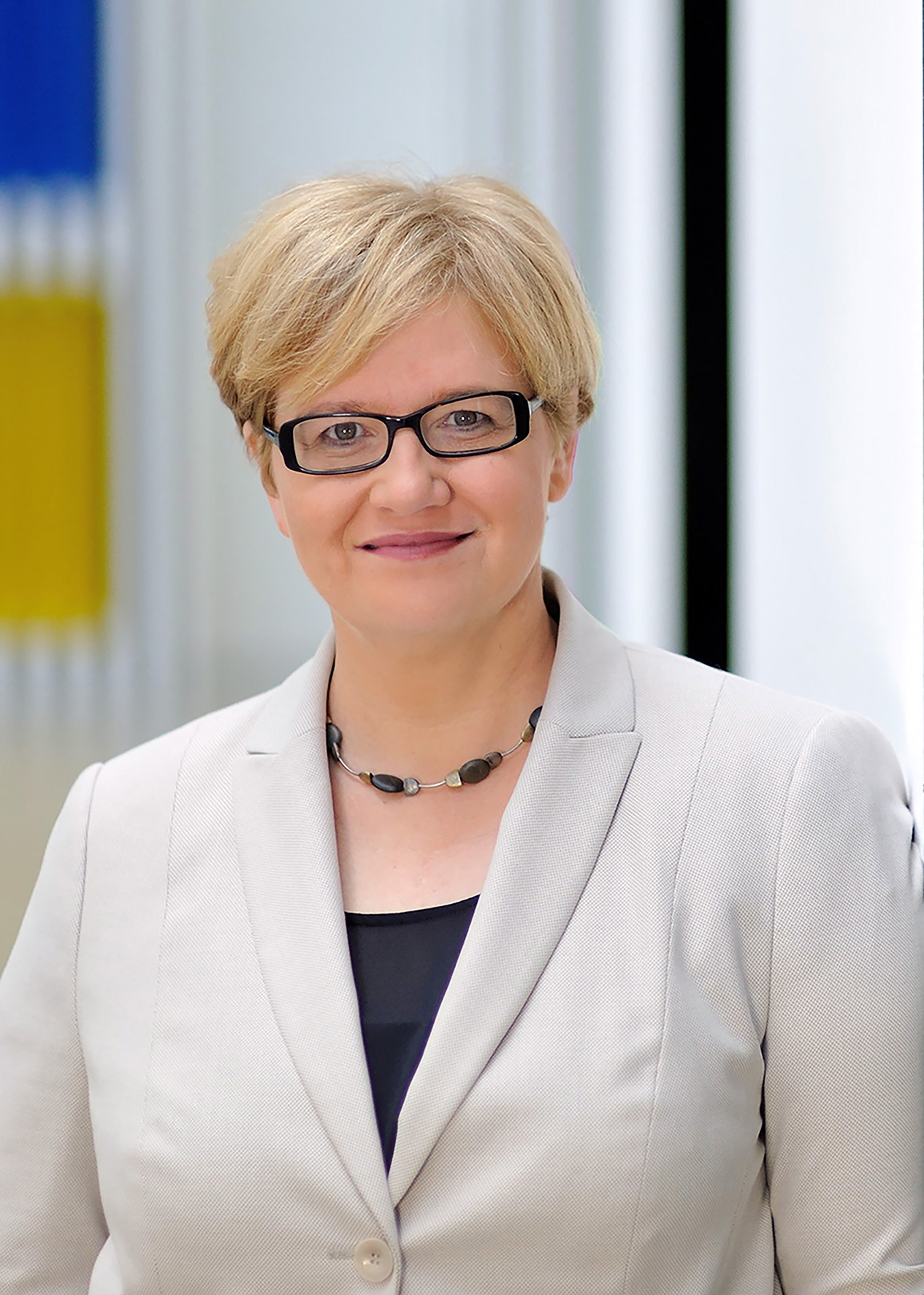
Anette Kramme (2023)

Anette Kramme (* 10. Oktober 1967 in Essen) ist eine deutsche Politikerin (SPD). Sie ist seit 1998 Mitglied des Deutschen Bundestages und seit 2025 Parlamentarische Staatssekretärin bei der Bundesministerin der Justiz und für Verbraucherschutz. Davor war sie von 2013 bis 2025 Parlamentarische Staatssekretärin bei dem Bundesminister für Arbeit und Soziales.

## Leben und Beruf
Nach dem Abitur am Gymnasium an der Wolfskuhle in Essen studierte Anette Kramme Rechtswissenschaften an der Universität Bayreuth. Nach dem 2. Staatsexamen ließ sie sich 1996 als selbständige Rechtsanwältin in Bayreuth nieder. Anette Kramme betrieb von 1996 bis Ende 2018 eine Arbeitsrechtskanzlei mit angestellten Rechtsanwälten. Anette Kramme ist Fachanwältin für Arbeitsrecht. Derzeit ruht ihre Anwaltszulassung wegen der Ausübung des Amtes als Parlamentarische Staatssekretärin.
Anette Kramme ist ledig und evangelischer Konfession.

## Partei
Anette Kramme wurde 1988 Mitglied der SPD. Seit 1998 ist sie Vorsitzende des SPD-Unterbezirks Bayreuth. Von 1999 bis 2007 war sie stellvertretende Vorsitzende des SPD-Bezirks Oberfranken. 2007 übernahm sie den Vorsitz und hatte diesen bis 2019 inne. Von 2007 bis 2017 war sie Mitglied im Landesvorstand, von 2009 bis 2017 Mitglied im Präsidium der SPD Bayern. Von 2011 bis 2013 war sie Mitglied im Bundesvorstand der SPD.

## Abgeordnete
Seit 1998 ist sie Mitglied des Deutschen Bundestages.
Von 2009 bis 2013 war sie Sprecherin der SPD-Fraktion für den Bereich Arbeit und Soziales.
Anette Kramme ist stets über die Landesliste Bayern in den Bundestag eingezogen. Ihr Wahlkreis ist Bayreuth. Von Dezember 2013 bis zum 6. Mai 2025 war sie Parlamentarische Staatssekretärin bei dem Bundesminister für Arbeit und Soziales. Im Zuge der Bildung des Kabinetts Merz wurde sie am 6. Mai 2025 zur Parlamentarischen Staatssekretärin bei der Bundesministerin der Justiz und für Verbraucherschutz, Stefanie Hubig (SPD), ernannt.
Zur Bundestagswahl 2025 am 23. Februar 2025 trat Kramme im Bundestagswahlkreis Bayreuth sowie auf Listenplatz 4 der Landesliste der BayernSPD an. Sie erreichte in Bayreuth mit 14,3 Prozent der Erststimmen Platz drei und unterlag Silke Launert (CSU). Über die Landesliste zog sie in den 21. Deutschen Bundestag ein.

## Sonstiges Engagement
Kramme war Ehrenpräsidentin der Bundesinitiative "Daheim statt Heim e. V.", sowie Mitglied des Krankenhauszweckverbandes Bayreuth. Kramme wurde zudem 2021 zuerst als Notvorstand des Tierschutzvereins Bayreuth gewählt, später wurde sie dann Erste Vorsitzende des Vorstandes.